# نورياكي سوزوكي
نورياكي سوزوكي (باليابانية: 鈴木 紀昭) (23 أبريل 1975 في شيزوكا في اليابان – )؛ هو لاعب كرة قدم سابق كان يلعب كلاعب وسط.